# Trachylepis vato
Espèce
Synonymes
- Mabuya vato Nussbaum & Raxworthy, 1994

Statut de conservation UICN

 LC  : Préoccupation mineure
Trachylepis vato est une espèce de sauriens de la famille des Scincidae.

## Répartition

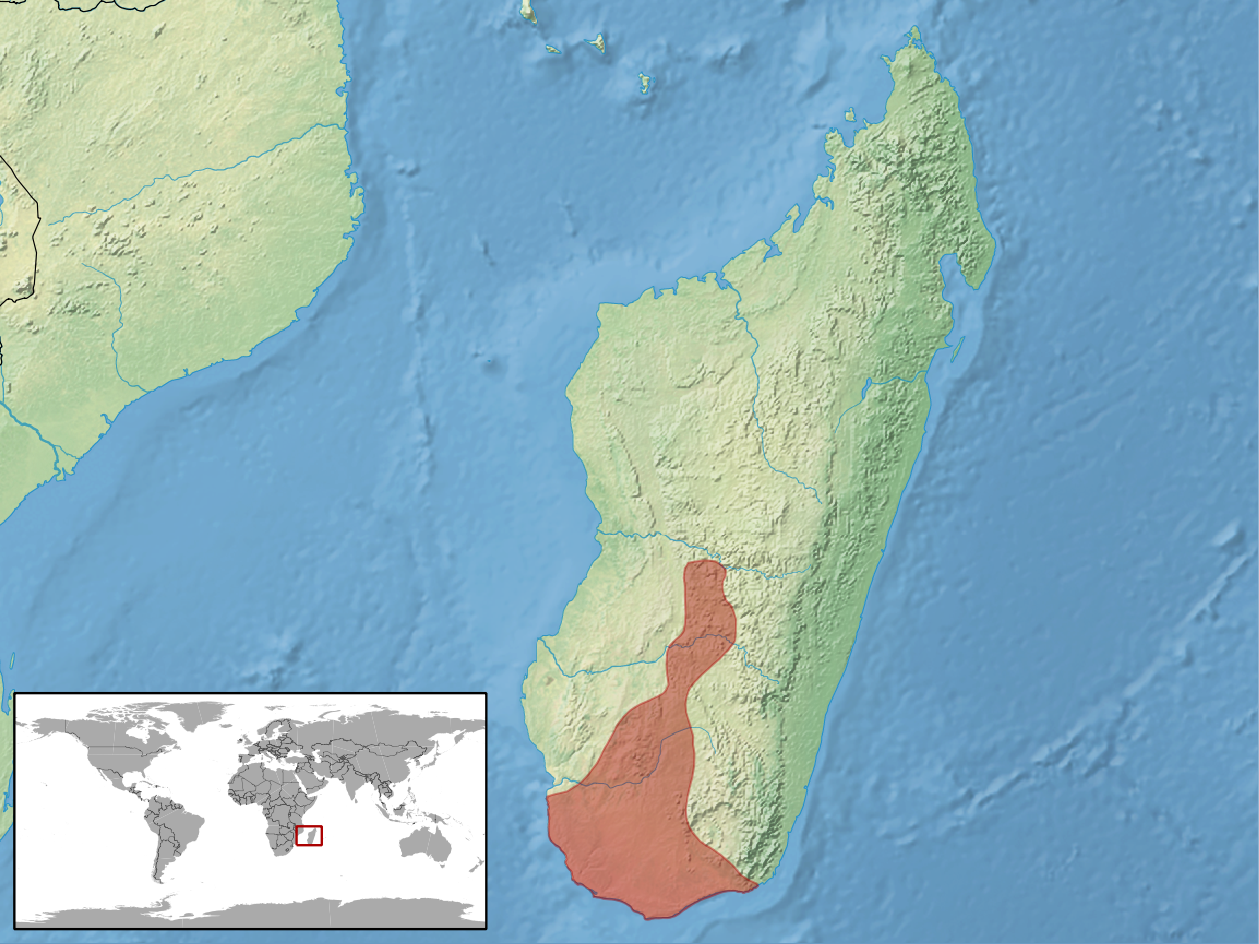
Répartition de l'espèce.

Cette espèce est endémique de Madagascar.

## Publication originale
- Nussbaum & Raxworthy, 1994 : A new species of Mabuya Fitzinger (Reptilia:Squamata:Scincidae) from southern Madagascar. Herpetologica, vol. 50, no 3, p. 309-319.